# Ein starkes Team: Kurierfahrt in den Tod
Kurierfahrt in den Tod ist ein deutscher Fernsehfilm von Johannes Grieser aus dem Jahr 2023. Es handelt sich um die 92. Folge der Krimiserie Ein starkes Team mit Florian Martens und Stefanie Stappenbeck in den Hauptrollen. Es ist der achtundzwanzigste Einsatz von Linett Wachow an der Seite von Otto Garber. Die Erstausstrahlung der Episode erfolgte am 20. Mai 2023 im ZDF.

## Handlung
Linett Wachow und Otto Garber fahnden nach dem verurteilten Mörder Benedikt Lauber, der die Ausfahrt anlässlich der Beerdigung seiner Mutter unter Justizaufsicht ausnutzt, um aus der Gefangenschaft zu fliehen. Lauber hatte unauffällig im Streusand für die Urne eine Pistole versteckt, mit der er einen Justizbeamten erschoss und den anderen bedrohte. Parallel beschäftigt Wachow und Garber der Mord an der jungen syrischen Bikerin Bahira, die bei dem Kurierdienst Ikarus arbeitete. Im Laufe der Ermittlungen stellt sich heraus, dass Bahira die schlechten Arbeitsbedingungen bei dem Fahrradkurier angeprangert hatte und publik machen wollte, weshalb ihr Vorgesetzter Ron Williams ein dringendes Tatmotiv hat. Sebastian Klöckner ermittelt undercover als Biker beim Kurierdienst Ikarus.

## Nebenhandlung
Sputnik, dessen Rolle als Geschäftsmann in der Serie als Running Gag angelegt ist, verkauft Canapés und Kaffee. Auch der Chef Lothar Reddemann ist in den Fall involviert und bekommt eine persönliche Nebengeschichte, so wird namentlich erstmals sein Cousin Thomas erwähnt, mit dem er sich nach all den Jahren in einem Berliner Nobelrestaurant aussprechen möchte. Er sei das „schwarze Schaf der Familie“ gewesen. Doch die Aussprache scheitert, nachdem er die Preise in dem Nobelrestaurant erblickt hatte. Sein Neffe Mark Reddemann, zudem Lothar Reddemann keinerlei Kontakt hat, hat hier seinen ersten Auftritt. Er arbeitet als Biker bei Ikarus. Er versteckt Aleyna Hassan, die Schwester der getöteten Bahira Hassan. Otto Garber unterhält indes ein Verhältnis mit der Gerichtsmedizinerin Dr. Gabriele Simkeit; er bezahlt ihr zähneknirschend den teuersten Wein, den sie sich selbst ausgesucht hat.

## Produktionsnotizen
Die Dreharbeiten für Kurierfahrt in den Tod erstreckten sich unter dem Arbeitstitel Kurierfahrt den vorgegebenen Corona-Arbeitsschutzauflagen vom 22. Februar 2022 bis zum 24. März 2022 und fanden in Berlin und Umgebung statt. In der ZDF Mediathek wurde der Film ab dem 13. Mai 2023 vorab zur Verfügung gestellt. Die Erstausstrahlung erfolgte zur Hauptsendezeit am 20. Mai 2023 im ZDF.

## Rezeption

### Einschaltquote
Die Erstausstrahlung von Ein starkes Team: Kurierfahrt in den Tod am 20. Mai 2023 im Ersten erreichte 7,19 Millionen Zuschauer und damit einen Marktanteil von 30,8 Prozent.

### Kritik
Tilmann P. Gangloff schrieb für evangelisch.de: „Die Qualität des Films liegt neben der clever konzipierten Story in der personellen Konstellation. Das ist in diesem Fall besonders wichtig: Etwa in der Mitte des Films greift Pomorin den Prolog wieder auf. Nun rückt dieser Handlungsstrang, der bis dahin gar kein Thema mehr war, gleichrangig in den Vordergrund. Trotzdem bleiben die Figuren aus dem Kurierdienstmilieu weiterhin präsent; jetzt zahlt sich aus, dass sie deutlich mehr Tiefe bekommen haben, als in einem Reihenkrimi zu erwarten wäre.“
Oliver Armknecht von film-rezensionen.de meinte hingegen: Der Film „ist ein weiterer schwacher Teil der inzwischen nur selten überzeugenden Krimireihe. Zu rätseln gibt es nicht viel, aus den brenzligen Situationen wird zu wenig gemacht. Vor allem ist bei der Geschichte um einen flüchtigen Schwerverbrecher und eine ermordete Fahrradkurierin vieles zu gewollt.“ Die Episode „enthält dann zwar einiges von dem, was Fans dieser Reihe erwarten und mögen. Bei so vielen anderen Teilen, aus denen man auswählen kann, hätte es ‚Ein starkes Team: Kurierfahrt in den Tod‘ aber kaum gebraucht.“
Bei Prisma.de fasste Wilfried Geldner zusammen: „Die Späße sitzen, die Recherchen des Polizistenpärchens funktionieren ohne Allüren, was sicher auch der diesmal sehr bunt geratenen Inszenierung des Regisseurs Johammes Grieser zu verdanken ist. Überall hängt ein gelb-rotes Firmenlogo oder ein Werbeplakat, Fresken an Berliner Häuserwänden und Graffiti besorgen den Rest. Es wird wieder an die sieben Millionen Zuschauer geben am Samstagabend, wie zuletzt. Allemal verdient für diese liebenswerte Hauptstadt-Reihe – einem sonderlich spannenden Plot wird das aber nicht zu verdanken sein.“